# Estelle Irizarry
Estelle Irizarry (n. 1937 - m. 2017), fue una autora, editora, y profesora estadounidense emérita de literatura hispánica en Georgetown University en Washington D. C., y autora de 40 libros y más de 150 artículos en revistas internacionales. Fue de los primeras historiadoras en aportar pruebas objetivas basadas en criterios científicos y metodologías para resolver los misterios que envuelven la identidad de Cristóbal Colón.

## Temprana Edad y Educación
Estelle Diane Roses nació el 13 de noviembre de 1937 en Paterson, New Jersey. Su padre, Morris Jerome Roses, era dueño de una pequeña oficina y una tienda de suministros de tarjetas, y su madre, Ceil Pearl Roses, era ama de casa.
En 1955, Dra. Irizarry se graduó de East Side High School en Paterson, New Jersey, que más tarde se hizo famosa por la película de 1987 Lean on Me. Recibió su B.A. de Montclair State College (ahora Universidad) en 1959; su maestría de Rutgers University en 1963; y Ph.D. en Filosofía de George Washington University en 1970. A principios de la década de 1960, Dra. Irizarry también estudió y luego enseñó durante un tiempo en la Universidad de Puerto Rico. Fue durante ese tiempo que conoció a Manuel Antonio Irizarry (n. 1928 - m. 2014), de Rosario, Puerto Rico, con quien se casó en 1963.

## Carrera

### Profesora
En 1970, Dra. Irizarry fue nombrada profesora de español en Georgetown University, Washington D. C. De 1993 a 2000, fue Editora en Jefe de Hispania, la revista trimestral de la Asociación Estadounidense de Maestros de Español y Portugués, que incluye artículos sobre pedagogía, literatura, lingüística e instrucción del lenguaje asistida por tecnología relacionada con la cultura hispana, y mundos luso-brasileños.

### Autora
Dra. Irizarry fue autora de 40 libros y más de 150 artículos en revistas internacionales. Dra. Irizarry escribió libros sobre autores españoles individuales Francisco Ayala, Rafael Dieste, Odón Betanzos Palacios y E. Fernández Granell, así como temas temáticos: bromas literarias en La broma literaria en nuestros días (1979) y escritores-pintores en Escritores-pintores espñnoles del siglo XX (1991).
Especialista en computación literaria, mostró lo que podía lograr con ejemplos hispanos, en Informática y literatura (1997, editado conjuntamente por Proyecto/A Ediciones y la Universidad de Puerto Rico. Otro aporte de este tipo fue su edición comentada con una beca del Quinto Comisión Centenario del Descubrimiento de América y Puerto Rico, de la primera novela publicada en el Nuevo Mundo, Infortunios de Alonso Ramírez, resolviendo la cuestión de la autoría con análisis informático, mostrando que el protagonista puertorriqueño Ramírez fue coautor.
En la literatura puertorriqueña, publicó siete títulos sobre Enrique A. Laguerre, además de la introducción a la recopilación centenaria de Ricardo Alegría de las novelas completas de Laguerre en cuatro volúmenes. Otros títulos son Estudios sobre Enrique A. Laguerre (Instituto de Cultura Puertorriqueña, 2005), una edición crítica de Seva de Luis López Nieves (Cara y Cruz, Grupo Editorial Norma, 2006), El arte de la tergiversación en Luis Lopez Nieves (Terranova ), y en Ediciones Puerto, tres libros sobre José Elías Levis: La voz que rompió el silencio: la novelística singular de J. Elías Levis en Puerto Rico post-1898, y ediciones críticas de Vida nueva y El estercolero en dos versiones.

#### Cristóbal Colón
En 2009, la Dra. Irizarry publicó El ADN de los escritos de Cristóbal Colón, que se convirtió en un éxito de ventas inmediato. Tras un extenso estudio de los documentos oficiales y cartas personales del explorador, Dra. Irizarry postuló que Colón no era hijo de un artesano genovés, sino del Reino de Aragón y que su lengua materna era el catalán. Además, propuso que los orígenes de Colón no son oscuros por casualidad, sino más bien el resultado de que el famoso explorador ocultó deliberadamente el hecho de que era judío o un "converso" (es decir, un converso al cristianismo). Dra. Irizarry, un profesora de lingüística, llegó a esa conclusión después de examinar los escritos de Colón en detalle y descubrir una pista simple pero importante que se les había escapado a otros investigadores: un símbolo de barra que Colón empleó para indicar pausas en las oraciones. Ese símbolo, también conocido como “virgule”, no aparecía en textos de esa época escritos en castellano, ni en escritos de ningún otro país, sino sólo en registros y cartas de las zonas de habla catalana de la península ibérica, concretamente presente-día Cataluña y Baleares. Dra. Irizarry recibió para el libro el Gran Premio Nacional de la Feria Internacional del Libro en Puerto Rico 2010.

## Vida personal y muerte
La Dra. Irizarry falleció el 17 de marzo de 2017, por complicaciones relacionadas con la enfermedad de Parkinson's, que le diagnosticó en 1999. Le precedió en la muerte Manuel, su esposo de 50 años, quien falleció el 28 de agosto de 2014. Es le sobreviven sus tres hijos, Michael Carl Irizarry, Steven Edward Irizarry, y Nelson Paul Irizarry, así como sus siete nietos.

## Obras
La inventiva Surreallista de E.F. Granell, Insula, Madrid, 1976.
Estudios sobre Rafael Dieste (Memoria rota : exilios y heterodoxias. Serie Estudios)
El Arte de la Tergiversacion en Luis Lopez Nieves
Writer-Painters of Contemporary Spain, Georgetown University, Twayne Publishers, Boston, 1984.
La Voz Que Rompio El Silencio: La Novelistica Singular de J. Elias Levis En Puerto Rico Post-1898
Las novelas El Estercolero (1899) y Estercolero (1901), 2008.
El ADN de los escritos de Cristóbal Colón, 2009.
La Carta de Amor de Cristóbal Colón a la Reina Isabel, 2011.

## Premios y Honores
- Premio de Ensayo Tomás Barros, 1990
- Premio de literatura, Instituto de Puerto Rico en Nueva York, 1996
- Miembro de pleno derecho de la Academia Norteamericana de la Lengua Española y miembro correspondiente de la Real Academia Española, 1995
- Cruz de España de la Orden Civil de Alfonso X el Sabio, Ministerio de Cultura de España, 1998.
- Gran Premio Nacional de la Feria Internacional del Libro en Puerto Rico, 2010.